# (29314) Eurydamas
(29314) Eurydamas ist ein Asteroid aus der Gruppe der Trojaner. Man bezeichnet damit Asteroiden, die auf der Bahn des Jupiter um die Sonne laufen. Da Eurydamas über einen großen Begleiter mit der Bezeichnung S/2005 (29314) 1 verfügt, kann dieses System auch als Doppelasteroidensystem verstanden werden.

## Entdeckung und Benennung
(29314) Eurydamas wurde am 8. Februar 1994 vom belgischen Astronomen Eric Walter Elst am La-Silla-Observatorium in Chile entdeckt. Nach seiner Entdeckung fand sich Eurydamas auch auf älteren Aufnahmen vom 21. Dezember 1989 wieder. So ließ sich seine Umlaufbahn genauer berechnen und am 2. Oktober 2001 erhielt er von der IAU die Kleinplaneten-Nummer 29314.
Benannt wurde der Himmelskörper nach dem trojanischen Priester und Traumdeuter Eurydamas aus der griechischen Mythologie.
Insgesamt wurde der Asteroid durch mehrere erdbasierte Teleskope beobachtet, insgesamt bisher 686 Mal innerhalb von 27 Jahren.

## Bahneigenschaften

### Umlaufbahn
Eurydamas befindet sich in der Nähe von Jupiters Lagrange-Punkt L5. Er umkreist die Sonne auf einer prograden, elliptischen Umlaufbahn zwischen 733.312.000 km (4,90 AE) und 847.556.000 km (5,67 AE) Abstand zu deren Zentrum. Die Bahnexzentrizität beträgt 0,072, die Bahn ist um 15,2° gegenüber der Ekliptik geneigt.
Die Umlaufzeit von Eurydamas beträgt 12,15 Jahre.
Während der Opposition erreicht Patroclus eine Helligkeit von 11,6 mag. Er ist damit ein äußerst lichtschwaches Objekt am Nachthimmel.

### Rotation
Eurydamas rotiert in 15 Stunden und 2,1 Minuten einmal um seine Achse. Daraus ergibt sich, dass der Asteroid in einem Eurydamas-Jahr 7.081,4 Eigendrehungen vollführt. Die Rotationsperiode entspricht der Umlaufzeit des Begleiters S/2005 (29314) 1, daher handelt es sich höchstwahrscheinlich um eine doppelt gebundene Rotation. Das bedeutet, dass sich beide Körper stets dieselbe Seite zuwenden. Voraussetzung dafür ist ein ähnliches Masseverhältnis sowie eine enge Umlaufbahn der beiden Körper.

## Physikalische Eigenschaften

### Größe
Die bisherigen Beobachtungen weisen auf einen unregelmäßig geformten hin; die genaueste Durchmesserbestimmung (Geometrisches Mittel) liegt bei 21,386 km.
Ausgehend von einem mittleren Durchmesser von 21,4 km ergibt sich eine Oberfläche von etwa 1.437 km2, was in etwa zwischen den Flächen der Schweizer Kantone Aargau und Luzern liegt.
Bestimmungen des Durchmessers für Eurydamas
| Jahr | Abmessungen km | Quelle     |
| ---- | -------------- | ---------- |
| 2007 | 32             | Mann u. a. |
| 2012 | 21,386 ± 0,813 | Grav u. a. |

Die präziseste Bestimmung ist fett markiert.

### Innerer Aufbau
Die ungewöhnlich geringe mittlere Dichte von 0,59 g/cm3 ist ein Hinweis darauf, dass es sich nicht um einen kompakten Körper handelt, sondern dass das Objekt ein Rubble Pile sein dürfte, eine Ansammlung von Staub und Gesteinen, die von Hohlräumen durchsetzt ist.

## Mond
Am 14. April 2005 entdeckte man durch Lichtkurvenbeobachtungen einen Mond von Eurydamas, der die vorläufige Bezeichnung S/2005 (29314) 1 erhielt. Der Mond hat einen Durchmesser von 16 Kilometern und umläuft Eurydamas in 0,63 Tagen innerhalb von Eurydamas Hill-Radius (9.800 km) in einem Abstand von etwa 41 km. Eurydamas’ Rotation ist mit der Umlaufzeit des Begleiters synchron.
Das Eurydamas-System in der Übersicht:
| Komponenten                    | Physikalische Parameter | Physikalische Parameter | Physikalische Parameter | Bahnparameter        | Bahnparameter  | Bahnparameter | Bahnparameter            | Entdeckung       |
| Name                           | Durchmesser (km)        | Relativgröße (%)        | Masse (kg)              | Große Halbachse (km) | Umlaufzeit (d) | Exzentrizität | Inklination zur Ekliptik | Datum Entdeckung |
| ------------------------------ | ----------------------- | ----------------------- | ----------------------- | -------------------- | -------------- | ------------- | ------------------------ | ---------------- |
| (29314) Eurydamas              | 21,4                    | 100,00                  | ?                       | —                    | —              | —             | —                        | 8. Februar 1994  |
| S/2005 (29314) 1 (Eurydamas I) | 16,0                    | 74,8                    | ?                       | 41                   | 0,62646        | ?             | ?                        | 14. April 2005   |